# Medea (Charpentier)
Medea (título original en francés, Médée) es una tragédie mise en musique con un prólogo y cinco actos, con música de Marc-Antoine Charpentier y libreto en francés de Thomas Corneille. Se estrenó en París el 4 de diciembre de 1693. 

## Historia
Medea es la única ópera que Charpentier escribió para la Académie Royale de Musique. Fue representada por vez primera en París en el Théâtre du Palais-Royal el 4 de diciembre de 1693. La ópera recibió buenas críticas por los comentaristas contemporáneos, incluyendo a Sébastien de Brossard y Évrard Titon du Tillet, así como Luis XIV cuyo hermano acudió a varias representaciones, como hizo su hijo. La ópera, cuya partitura fue publicada por Christophe Ballard en el año 1694, fue dedicada al rey Luis XIV, abriéndose, de hecho, con un prólogo conmemorativo en el que la Victoria y la Gloria cantan elogios al monarca, sin relación con las peripecias entre Medea y Jasón.
A pesar de que al rey le gustó, de la crítica favorable publicada en el Mercure, y del éxito de público en las representaciones posteriores, la ópera sólo se representó hasta el 15 de marzo de 1694. Quedó fuera del repertorio debido a los partidarios de Jean-Baptiste Lully, dirigidos por Lecerf de la Viéville, a pesar de que el compositor ya había muerto años antes. La ópera fue repuesta en Lille en 1711.
Fue redescubierta a finales del siglo XX. En el año 1984 fue ejecutada por William Christie, con puesta en escena en la Ópera de Lyon y dirección de escena de Robert Wilson. Esta ópera rara vez se representa en la actualidad; en las estadísticas de Operabase aparece con sólo 1 representación para el período 2005-2010.

## Personajes
| Personaje                                                             | Tesitura    | Elenco del estreno, 4 de diciembre de 1693 (Director: - ) |
| --------------------------------------------------------------------- | ----------- | --------------------------------------------------------- |
| Médée, Princesa de Cólquide                                           | soprano     | Marie Le Rochois                                          |
| Nérine, confidente de Medea                                           | soprano     |                                                           |
| Jasón, príncipe de Tesalia                                            | contratenor | Louis Gaulard Dumesny                                     |
| Arcas, confidente de Jasón                                            | tenor       |                                                           |
| Créon, rey de Corinto                                                 | bajo        | Jean Dun                                                  |
| Oronte, príncipe de Argos                                             | barítono    |                                                           |
| Créuse, hija de Créon                                                 | soprano     | Fanchon Moreau                                            |
| Cléone, confidente de Créuse                                          | soprano     |                                                           |
| Un coro de corintios, argivos, cautivos de Amor, demonios y fantasmas |             |                                                           |

## Argumento

### Prólogo
Una celebración de la gloria del rey Luis XIV. 

### Acto I
Jasón y Medea, perseguidos por el pueblo de Tesalia debido a los crímenes de Medea, han buscado refugio en Corinto. Medea está preocupada porque Jasón se está alejando de ella. Jasón sugiere que Medea le regale a Creúsa una bella toga. Creúsa, hija del rey Creonte, debe casarse con Oronte, príncipe de Argos, quien entonces llega a Corinto con su ejército. No obstante, Creonte le dice a Jasón que lo preferiría como yerno. Jasón lidera los ejércitos combinados corintio y argivo en la victoria frente a los tesalos.

### Acto II
Creonte promete a Medea que no la entregará a sus enemigos, pero que debe abandonar Corinto. Jasón y sus hijos se quedarán por deseo de ella. Medea se queja de que sólo cometió aquellos crímenes por amor a Jasón, pero Creonte le contesta que los corintios quieren que ella se marche. Medea entrega sus hijos a Creúsa; ésta confiesa su amor por Jasón.

### Acto III
Oronte promete a Medea refugio en Argos si puede arreglar su matrimonio con Creúsa. Ella le dice que la única razón de que la aparten a ella es para que Jasón pueda casarse libremente con Creúsa. Deben unir sus fuerzas para impedir que esto ocurra. Jasón se justifica ante Medea diciendo que él sólo hace lo que es mejor para sus hijos. Una vez que se queda sola, Medea recurre a la magia e invoca a los demonios del inframundo para que la traigan una toga envenenada para Creúsa.

### Acto IV
Jasón admira la belleza de la nueva toga de Creúsa. Oronte al final se da cuenta de que lo dicho por Medea es cierto: Creúsa se casará con Jasón, y no con él. Medea jura que Creúsa nunca será la novia de Jasón. Llega Creonte, quien se enfada al ver que Medea aún no se ha marchado de Corinto. Ordena a la guardia que la aprese, pero ella conjura espíritus de bellas mujeres que seducirán a la guardia y la mantendrán alejada. Luego usa sus poderes mágicos para enloquecer al rey.

### Acto V
Medea toma un rico desayuno, disfruta de su éxito y planea vengarse hasta el extremo de asesinar a los hijos que ha tenido con Jasón. Creúsa le ruega que no haga daño a Corinto, incluso ofreciéndose a renunciar a su boda con Jasón si ella accede. Llegan noticias de la locura y muerte del rey Creonte. Medea toca la túnica emponzoñada de Creúsa con su varita y le prende fuego. Creúsa muere en brazos de Jasón. Este jura vengarse de Medea, quien ahora aparece en un carro volador arrastrado por dragones para anunciar que ha apuñalado a sus propios hijos. Deja el palacio de Corinto envuelto en llamas.

## Grabaciones seleccionadas
- "Charpentier: Médée" con Les Arts Florissants William Christie (director), Jill Feldman, Jacques Bona, Sophie Boulin, Philippe Cantor, Agnès Mellon, Gilles Ragon. Harmonia Mundi (901139.41), originalmente lanzado h. 1986.
- "Charpentier - Médée" con Les Arts Florissants William Christie (director), Sophie Daneman, Lorraine Hunt Lieberson, Mark Padmore,  Bernard Deletré, Monique Zanetti.  Erato Records (28 de marzo de 1995)
- "Charpentier - Médée" (DVD) con Le Concert Spirituel - Hervé Niquet (director), Stéphanie d'Oustrac, François-Nicolas Geslot, Gaëlle Mechaly,  Bertrand Chuberre, Renaud Delaigue, Hanna Bayodi, Caroline Mutel.  Vox Lucida - Armide (2004)